# Запрудка (Вологодская область)
Запрудка — деревня в Вологодском районе Вологодской области.
Входит в состав Спасского сельского поселения, с точки зрения административно-территориального деления — в Спасский сельсовет.
Расстояние по автодороге до районного центра Вологды — 29 км, до центра муниципального образования Непотягово — 19 км. Ближайшие населённые пункты — Васнево, Пыхмарево, Леушкино.

## Население
| 2010 |
| ---- |
| 12   |

По переписи 2002 года население — 19 человек.